# Пардес-Хана-Каркур (футбольный клуб)
«Пардес-Хана-Каркур» — израильский футбольный клуб из Пардес-Хана-Каркура. Выступает во второй северной лиге Бет.

## История
Клуб основан в 1995 году как спортивная секция для молодёжи. Клуб назван в честь помощника комиссара полиции Израиля Лиора Бокера, погибшего во время лесного пожара на горе Кармель. На протяжении 8 лет команда выступала на местных любительских соревнованиях на соревнованиях до 12 лет и до 15 лет. После на 5 лет приостановила свою деятельность, вернувшись через 2 года реформировав себя как профессиональный клуб, на 75% укомплектованный из бывших учеников, начав выступления в Лиге Гимель Израиля (шестая по счёту лига местного футбола). На протяжении трёх сезонов занимал второе место в таблице, где в сезоне 2013-2014 перешёл в Лигу Бет в связи с роспуском клуба «Хапоэль Йокнеам».

## Молодёжная команда
У клуба также есть молодёжный состав возрастом до 19 лет, который участвует в местных региональных соревнованиях.